# 寺沢昌次
寺沢 昌次（てらさわ まさつぐ、生年不明 - 寛政2年〈1790年〉）とは、江戸時代の大坂の浮世絵師。

## 来歴
月岡雪鼎または雪鯨斎英信の門人といわれる。一説によると、岡本昌房の門人ともいわれる。安堂寺町、車町、高麗橋一丁目を経て晩年は木挽町中之丁に住んだ。天明（1781年-1789年）頃から没年まで主に絵本や芝居番付などを描き、少数の役者絵を残した。天明元年（1781年）刊行の『絵本武藏山』三冊、寛政元年（1789年）刊行の『絵本武勇大功記』三冊、刊行年不明の『絵本万八噺』一冊などが良く知られている。寛政2年（1790年）死去。